# Breda Folgore
Breda Folgore — безоткатное орудие.
Было разработано в Италии и предназначено для замены устаревшего 106-мм орудия аналогичного типа. В Италии система Folgore массой 18,9 кг считается гранатомётом, а та же система на треноге и с баллистическим вычислителем (масса 25,6 кг) — безоткатным орудием.
Предназначено для уничтожения огневых точек и живой силы противника, а также для борьбы с вражеской бронетехникой. Стрельба ведётся стандартными боеприпасами.
- Калибр, мм — 80
- Масса, кг — 27
- Дальность огня эффективная, м — 1000